# Álex Portillo
Alejandro Fernández Portillo, detto Álex (Malaga, 6 novembre 1992), è un calciatore spagnolo, difensore del Torre del Mar.

## Carriera
Ha iniziato a giocare a calcio nelle serie dilettantistiche del campionato spagnolo, per poi passare nella massima serie svedese, rispettivamente allo Jönköpings Södra e all'Elfsborg, in entrambi i casi sotto la guida tecnica dell'allenatore Jimmy Thelin.
È in seguito tornato in Spagna, prima all'Antequera e poi al Vélez CF.